# Влко Червенков
Влко Велев Червенков (буг. Вълко Велев Червенков; Златица, 6. септембар 1900 — Софија, 21. октобар 1980) био је бугарски политичар, секретар Бугарске комунистичке партије (1949–1954) и премијер Бугарске (1950–1956).

## Биографија
Рођен је 1900. године у месту Златица. Комунистичкој партији Бугарске приступио је 1919. године, те је учествовао у активностима комунистичке омладине и у уређивању новинских гласила. Учествовао је у неуспешном Септембарском устанку 1923, због чега су га власти осудиле на смрт, али му је било допуштено да оде у егзил у Совјетски Савез.
До 1925. је отишао у Совјетски Савез где се школовао у школи Маркс-Лењин у Москви, чији је ускоро постао директор. Подупирао је Стаљина и био добар познавалац комунистичке теорије. НКВД га је регрутовао за свог агента, те је био познат под псеудонимом Спартак. Током Другог светског рата био је уредник радио-станице која је емитовала прокомунистичке и антифашистичке емисије бугарском народу.
Након што су јединице Црвене армије 1944. ослободиле Бугарску, Червенков се вратио кући по задатку свог шогора Георгија Димитрова. Постао је члан нове бугарске владе, министар културе од 1947. и заменик премијера од 1949. године. Исте је године преминуо Георги Димитров и привремено га је наследило колективно руководство у којем је Червенков постао секретар БКП, а Васил Коларов премијер. Коларов је умро 1950, након чега је Червенков успео да преузме две најмоћније функције у држави, и то уз одобрење Совјета.

### Вођа Бугарске
Током његове шестогодишње владавине била је покренута интензивна индустријализација земље и колективизација, у култури је наметнут социјалистички реализам, а из БКП је искључено 100.000 од 460.000 чланова, како би си Червенков осигурао потпуну подршку. Бугарска је до 1953. прекинула готово све везе са Западом и 90% њеног увоза и извоза ишло је на Совјетски Савез.
Иако је првих година на власти градио Бугарску по стаљинистичком моделу, Червенков је још пре Стаљинове смрти почео да напушта ту политику. Године 1953. су обновљени дипломатски односи с Југославијом и Грчком, те ослобођен одређен број политичких затвореника. Након 1953. се нашао у несигурној ситуацији, те је попустио стегу режима како би задобио више подршке: одступио је с функције секретара БКП, смањио совјетски економски утицај, олабавио процес колективизације и остало. Упркос томе, на таласу Хрушчовљеве политике дестаљинизације, чланство БКП је осудило стаљинизам, а тиме и Червенковљеву политику тих година. Дао је оставку на све функције исте године, а до 1969. је искључен из партије и пензионисан.

## Приватни живот и признања
Червенков се 1926. оженио Еленом Димитровом, најмлађом сестром Георгија Димитрова. Имали су двоје деце: Владимир (1935–1965) и Ирина (1931–2014).
Одликован је са четири Ордена Лењина.